# Kurs-Cash-Flow-Verhältnis
Das Kurs-Cash-Flow-Verhältnis (KCV; englisch price-cashflow-ratio) ist in der Aktienanalyse und der Fundamentalanalyse eine betriebswirtschaftliche Kennzahl, die das Verhältnis von Aktienkurs zum Cashflow je Aktie angibt.

## Allgemeines
Auf dem Aktienmarkt spielen bei der Fundamentalanalyse von Aktien verschiedene Kennzahlen eine Rolle, die aus Unternehmensdaten gewonnen werden können. Die Dividende wird bei der Aktienrendite oder der Dividendenrendite zugrunde gelegt, der Jahresüberschuss (Gewinn) beim Kurs-Gewinn-Verhältnis, der Buchwert beim Kurs-Buchwert-Verhältnis, die Umsatzerlöse beim Kurs-Umsatz-Verhältnis und der Cashflow beim KCV. Diese Daten können Grundlage für eine Kauf-, Halte- oder Verkaufsentscheidung von Anlegern sein.

## Berechnung
Um Aktien eines bestimmten Wirtschaftszweiges besser vergleichen zu können, wurde analog zum Kurs-Gewinn-Verhältnis (KGV) das Kurs-Cashflow-Verhältnis {\displaystyle KCV} eingeführt:
{\displaystyle KCV={\frac {\mbox{AK}}{\mbox{CFA}}}}.
Dabei wird der Aktienkurs {\displaystyle AK} dem Cashflow je Aktie {\displaystyle CFA} gegenübergestellt. Das KCV gibt Auskunft darüber, ob eine Aktie „teuer“ (hohes KCV) oder „preiswert“ (niedriges KCV) ist. Hat eine Aktie innerhalb einer Branche ein durchschnittliches KGV und ein niedrigeres KCV, so kann die Aktie als kaufenswert eingestuft werden.

## Wirtschaftliche Aspekte
Der Cashflow ist eine aussagefähigere Größe als der Gewinn, so dass das KCV eine objektivere Einstufung der Ertragskraft eines Unternehmens zulässt. Das KCV ist weniger anfällig für bilanztechnische Manipulationen, weil der Cashflow nicht von bilanzpolitischen Maßnahmen wie zum Beispiel Bildung und Auflösung stiller Reserven oder Rückstellungen oder Veränderung von Zahlungsfristen beeinflusst wird.
Allerdings eignet sich der KCV nicht uneingeschränkt, denn auch der Cashflow eines Unternehmens kann (wie der Gewinn) negativ sein. Zudem wird das Niveau des Cashflow auch von den Abschreibungen bestimmt, die bei anlageintensiven Unternehmen höher sind. Der Cashflow ist aufgrund von Investitionszyklen und von Stichtagsbetrachtungen des Umlaufvermögens wesentlich stärkeren Schwankungen unterworfen als der Gewinn. Er ist daher nicht geeignet, um das Ergebnis eines einzelnen Geschäftsjahres zu bewerten, sondern muss über mehrere Jahre hinweg betrachtet und gemittelt werden.
Bei wachsenden oder schrumpfenden Unternehmen ist der freie Cashflow durch die Disparität von Investitionen und Abschreibungen verfälscht. Betrachtet man wahlweise den operativen Cashflow vor Investitionen, so wird dabei der laufende Aufwand für Ersatz- und Erhaltungsinvestitionen ignoriert.
Verschiedene Berechnungsmethoden für den Cashflow erschweren die Vergleichbarkeit. So können beispielsweise Steuern und Zinsen je nach Variante an verschiedenen Stellen in die Kapitalflussrechnung eingehen.
Die Abschätzung zukünftiger Cashflows, ebenso wie zukünftiger Gewinne, ist eine anspruchsvolle Aufgabe; siehe auch Discounted Cash-Flow. Vergangene Cash-Flows können nicht einfach in die Zukunft fortgeschrieben werden. Veränderungen in der Investitionstätigkeit können sich ebenso auswirken wie konjunkturzyklen, veränderte Wettbewerbsintensitäten und sonstige volks- und betriebswirtschaftliche Faktoren.
In der Industrie (verarbeitendes Gewerbe) gilt allgemein das Zehnfache des Cashflows als fairer Wert, darüber gilt als teuer und darunter als günstig.